# Coniferocoris abiesicolus
Coniferocoris abiesicolus är en insektsart som beskrevs av Schwartz och Schuh 1999. Coniferocoris abiesicolus ingår i släktet Coniferocoris och familjen ängsskinnbaggar. Inga underarter finns listade i Catalogue of Life.